# العلاقات الجنوب إفريقية القطرية
العلاقات الجنوب أفريقية القطرية هي العلاقات الثنائية التي تجمع بين جنوب أفريقيا وقطر.

## مقارنة بين البلدين
هذه مقارنة عامة ومرجعية للدولتين:
| وجه المقارنة                                              | جنوب أفريقيا | قطر           |
| --------------------------------------------------------- | --- | ------------- |
| المساحة (كم2)                                             | 1.22 مليون | 11.44 ألف     |
| عدد السكان (نسمة)                                         | 57.73 مليون | 2.64 مليون    |
| الكثافة السكانية (ن./كم²)                                 | 47.32 | 230.77        |
| العاصمة                                                   | بريتوريا، بلومفونتين، كيب تاون | الدوحة        |
| اللغة الرسمية                                             | لغة إنجليزية، اللغة الأفريقانية، اللغة النديبلي الجنوبية، اللغة السوثو الشمالية، اللغة السوتية، لغة سوازي، اللغة التسونجا، اللغة التسوانية، اللغة الفيندية، اللغة الكوسية، اللغة الزولوية | اللغة العربية |
| العملة                                                    | راند جنوب أفريقي | ريال قطري     |
| الناتج المحلي الإجمالي (بليون دولار)                      | 349.42 مليار | 167.61 مليار  |
| الناتج المحلي الإجمالي (تعادل القوة الشرائية) بليون دولار | 725.91 مليار | 316.40 مليار  |
| الناتج المحلي الإجمالي الاسمي للفرد دولار أمريكي          | 5.72 ألف | 73.65 ألف     |
| الناتج المحلي الإجمالي للفرد دولار أمريكي                 | 13.05 ألف | 141.54 ألف    |
| مؤشر التنمية البشرية                                      | 0.666 | 0.850         |
| رمز المكالمات الدولي                                      | +27 | +974          |
| رمز الإنترنت                                              | .za | .qa           |
| المنطقة الزمنية                                           | ت ع م+02:00، أفريقيا/جوهانسبرغ ‏ | ت ع م+03:00   |

## منظمات دولية مشتركة
يشترك البلدان في عضوية مجموعة من المنظمات الدولية، منها:
| علم المنظمة | اسم المنظمة                        | تاريخ انضمام جنوب أفريقيا | تاريخ انضمام قطر |
| ----------- | ---------------------------------- | ------------------------- | ---------------- |
|             | يونسكو                             | 4 نوفمبر 1946             | 27 يناير 1972    |
|             | وكالة ضمان الاستثمار متعدد الأطراف | 10 مارس 1994              | 22 أكتوبر 1996   |
|             | الأمم المتحدة                      | 7 نوفمبر 1945             | 21 سبتمبر 1971   |
|             | الاتحاد البريدي العالمي            | ?                         | ?                |
|             | البنك الدولي للإنشاء والتعمير      | 27 ديسمبر 1945            | 25 سبتمبر 1972   |
|             | المنظمة الهيدروغرافية الدولية      | ?                         | ?                |
|             | الاتحاد الدولي للاتصالات           | 1910                      | 27 مارس 1973     |
|             | منظمة حظر الأسلحة الكيميائية       | ?                         | ?                |
|             | مؤسسة التمويل الدولية              | 3 أبريل 1957              | 11 أكتوبر 2008   |
|             | منظمة التجارة العالمية             | 1995                      | ?                |
|             | منظمة الشرطة الجنائية الدولية      | ?                         | ?                |

## وصلات خارجية
- موقع وزارة الخارجية الجنوب أفريقية
- موقع وزارة الخارجية القطرية